# マグネット・スクール
マグネット・スクールとは、アメリカ合衆国発祥の公立学校の一種である。魅力的な特別カリキュラムを持つため、郡や市、学区あるいは周辺地域に至るまでの広範囲から、子供たちを磁石（マグネット）のように引き付ける学校という意味で命名された。
発祥地アメリカにおけるマグネットスクールの『目的』は、発祥当時も現在も児童・生徒の人種均等化（人種のドーナツ化による児童生徒の人種偏り防止）であり、英才教育・特殊教育・専門教育は目的の為の『手段』でしかない。この『目的』に対する効果が得られない場合は、いかに他の目的（学術向上、専門教育性など）に対する効果が高くとも連邦マグネット補助制度（1980年代に連邦教育法により法制化）からの連邦補助金（国庫補助）は受けられない。他国において手法だけを模倣する学校運営が見受けられるが、その場合は米国におけるマグネットスクールプログラムとの混乱を避ける為に他の名称を付けるべきであり、マグネットスクールはあくまでも『児童・生徒の人種均等化の為の国庫および州補助の特別校』である。
多様化しているアメリカの教育においては、マグネット・スクールと類似の学校形態を持っていても、本来の創立目的（歴史の項を参照）を強調しない名称として、オプション (option)、チョイス (choice)、テーマ (thematic)、フォーカス (focus)、実験 (experimental)、専門 (speciality) またはオルタナティブ (alternative) といった言葉が用いられる。

## 内容

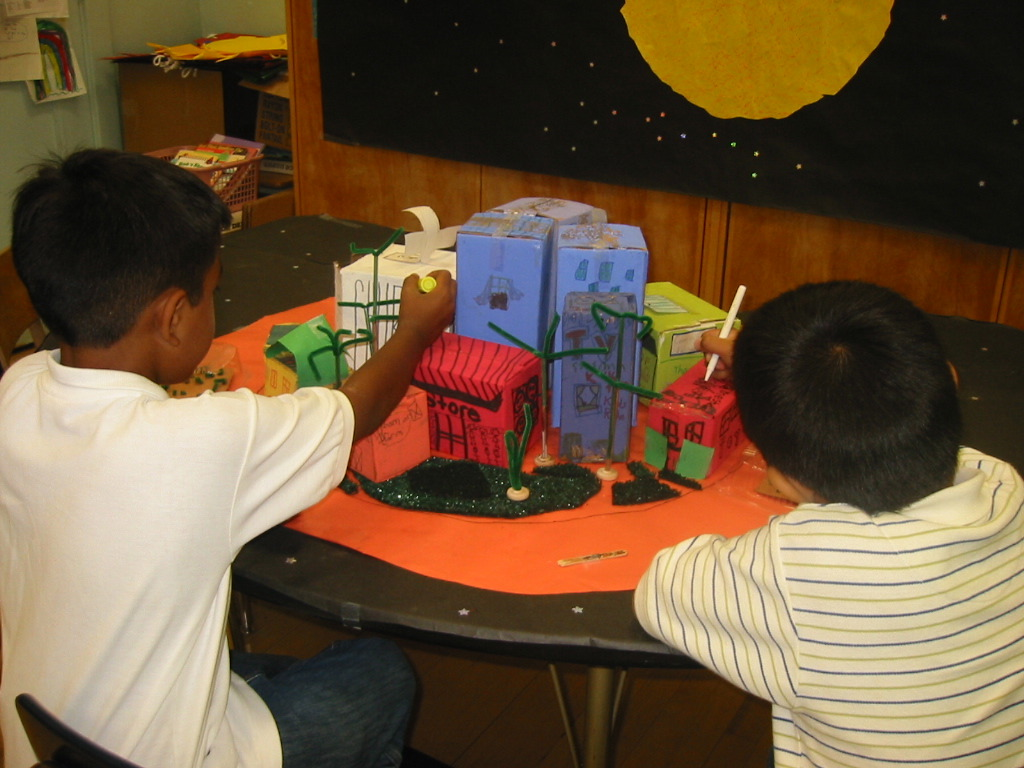
理科と算数のマグネット小学校における2年生の図工の時間。火星について習った後、火星の生活に何が必要かを考えて町の模型を作っている。

日本の校区のように住所で通学先が決まる近所の一般校はネイバーフッド・スクール（近隣学校）という。それに対し、マグネット・スクールは市全体など非常に広範囲に住む誰もが入学可能であり、各地から様々な児童・生徒を呼び寄せるための特化カリキュラムを組んでいる。幼稚園を含む小学校から高等学校まであり、その内容も様々である。また学校全体がマグネット・スクールである場合と、ネイバーフッド・スクールの中にマグネット・プログラムを設けている場合がある。（本項では便宜上、両方のケースをマグネット・スクールという呼称で統一する。）
アメリカの初等・中等教育には、私立学校、公立学校、ホーム・スクーリングという選択枠がある。また学校形態は伝統的な一般校のほかに、オルタナティブ・スクールという従来とは異なる新しい学校を選択できる地域が多い。日本ではオルタナティブといえばフリースクール、デモクラティック・スクール、モンテッソーリ教育やシュタイナー教育などごく限られた学校を指すが、本来の意味では一般と異なるすべての学校を指す。
一般の公立校とは異なるマグネット・スクールもオルタナティブの一種ではあるが、近年は「児童・生徒が通学を希望するような特別プログラムを持つ学校」をマグネット、「特別な支援を必要とする子供に手を差し伸べる学校」をオルタナティブと分ける傾向がある。そのため似通った教育内容の学校でも、障害児のインクルージョン教育やユニークな教育を売りにする学校はマグネット、障害児・不登校児・中途退学者・そのほか危機にある (at-risk) 生徒の支援を前面に押し出した学校はオルタナティブと呼ばれる。オルタナティブ・マグネットは、オルタナティブ教育（通常とは異なる授業内容や学習環境）を売りにするマグネット校である。実際には学区によって様々な名称があるため、オルタナティブとマグネットの境界は曖昧である。
アメリカのマグネット・スクールには、日本のスーパーイングリッシュランゲージハイスクール、スーパーサイエンスハイスクール、学力向上フロンティアスクールに値するものもあるが、創立目的が異なる（歴史の項を参照）。また提供するカリキュラムは幼稚園からあり、内容も英語と理数教科に限らず多種多様である。その一方で、学力向上フロンティアほど漠然とはしておらず、的を絞ったプログラムである。以下はその例であるが、実際には複数プログラムを並行したり混合する学校が多い。
- 数学や理科、科学テクノロジーといった自然科学系、国際関係学や外国語イマージョン[1]といった人文科学系、あるいは美術、音楽、舞台芸術などの芸術系といった、ある特定の科目や分野に力を入れる学校
- 専門家と提携した実用的なカリキュラム、インターンシップ、職業訓練を行ったり、医療、マスメディア、航空宇宙工学など特定の職業分野に絞った学校
- ギフテッドや学習障害者教育、障害児と健常児のインクルージョン教育、モンテッソーリ教育、シュタイナー教育、マルチ・エイジ[2]、イヤー・ラウンド[3]、インターナショナル・スクールといったオルタナティブ教育を与える学校
- 国際バカロレア資格、プレップ（名門大学への進学準備）、デュアル・エンロールメント[4]など大学進学を念頭においた高等学校

2002年の調査ではマグネット・スクールがない州も存在する。最も多いのはカリフォルニア州の456校（全児童生徒の9%が通学）、イリノイ州の420校（全児童生徒の15%が通学）である。

## 歴史

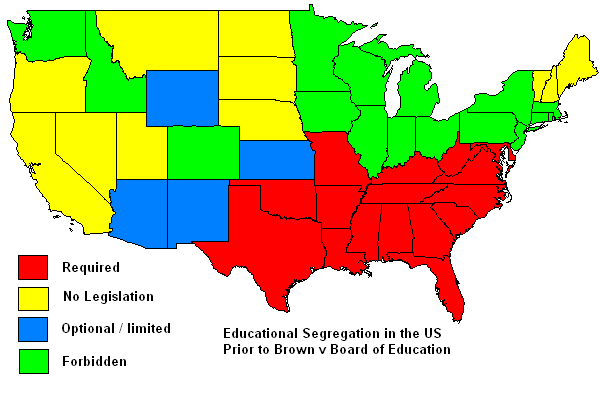
1954年ブラウン裁判以前の教育機関における人種分離政策を表す地図。学校は人種で分けるべき（赤）、とくに法律では決まっていない（黄）、分けても可・部分的に分ける（青）、分けることを禁じる（緑）

マグネット・スクールの誕生は人種差別、公民権運動、モータリゼーション、郊外化、インナーシティ、格差社会といった社会問題と深く関係している。現在もある程度は初志を継続しているが、マグネット・スクールは本来、特定の人種に偏らない学校を作って人種分離をなくそうという希望のもとに考え出されたものである。例えば黒人の多い貧しい地区に、裕福な白人家庭が子供を通わせたくなるような魅力的な教育プログラムを作り、地元の黒人だけでなく遠方の白人も多く通うような学校がマグネット・スクールの初期モデルである。
アメリカ合衆国では20世紀半ばまで白人の通う学校と黒人の通う学校に分かれていた。ようやく1954年のブラウン裁判で合衆国連邦最高裁は、学校は人種で「分けるが平等（Separate but equal 分離すれども平等主義）」という考えを違憲とし、「公共の教育の場を人種別に分けること自体が差別である。」という画期的な判決を下した。
その後もジム・クロウ法を禁止する法案が出され、1964年には公民権法が制定されたため、白人が意図的に人種を分離する動きは減っていったが、統合にも消極的であった。アメリカはモータリゼーション（車社会化）で郊外化が始まっており、裕福な上流や中流白人は人種間の緊張が高まった中での暴動や犯罪を恐れ、また豊かな郊外の暮らしを求めてこぞって都市部から流出するというホワイト・フライト現象が起こった。結果として郊外に住む白人とインナーシティに住む黒人という人種別の住み分けが起こり、学校においても人種の偏りは改善されないままであった。
その解決法として考案されたのが人種統合バス通学である。1971年に連邦最高裁が合憲としたもので、「強制バス通学」とも呼ばれる。白人とマイノリティーの割合が一定になるように、黒人学生を郊外へ、白人学生を都市部へ通学させたため、多くの子供たちがスクールバスで遠方の学校へ通うことを余儀なくされた。その結果、再びホワイト・フライト現象が起こり、多くの白人が郊外のさらに奥へ転出したり、私立校へ転校した。人種統合バス通学は、国民を人種だけでなく収入でも分離することになったという批判もある。
白人の保護者の中には、子供の教育や安全を冒してまで危険な地域の学校に通わせるな、と憤怒する者がいた。また人種を問わず多くの家庭で、長時間バスに乗車すること、朝が早く帰宅が遅くなること、課外授業や放課後の稽古事の送り迎えが大変であること、遠方のため保護者が学校のボランティア活動に参加しにくいこと、仲良しの友達と離れること、兄弟が遠く離れた別々の学校に通うことなど不満が募った。
数年後、バージニア州リッチモンドなどにおいて、かつて保護者が絶対に好ましいとは思わなかったような学校で、様々な特殊技能を持つ子供のための特別カリキュラムが作られた。すると自然に入学希望者が急増し、結果的に好ましいとされる人種バランスを達成することができた。遠方の学校であっても、強制でなく自主的に選択して通う場合には、バスの乗車時間や課外活動の送り迎えが大変であることや兄弟が別々に通うという欠点も受け入れられるような許容心が生まれた。強制から自主的な学校選択へ。自由な選択の結果、異なる人種が自然に混在する。これがマグネット・スクールの始まりである。

## マグネット・スクールの問題点

### 地域（所得）格差
アメリカ合衆国の教育制度の大きな特徴は、ほとんどの州において州を細かく分けた学区という区域ごとに独立した予算、カリキュラムで公立校を運営していることである。マグネット・スクールも原則として各学区の管轄にある。21世紀初頭の現在も、一般的に財政が潤い教育レベルの高い郊外の学区には裕福で教育熱心な白人や日本、韓国、中国、台湾、インドといったアジア系が集中し、逆に都市部にはそれ以外の人種の貧困層が多い。つまり所得格差が地域格差を生んでいるのである。
裕福な学区は多種多様の優れたマグネット・プログラムの運営に予算を割くことができ、住民とくに保護者が学校に密にかかわっている。宿題や学習習慣の確立という家庭での援助だけでなく、学校行事への参加、教室ボランティア、PTA活動、ファンド・レイジング（寄付金集め）など盛んに活動しており、プログラムの維持に大きな役割を果たしている。レベルの高いマグネット校に通うため、教育熱心で裕福な家庭が次々と転入して来るにしたがい不動産地価が上がっていく。その固定資産税から学区の財源は益々潤うことになる。
一方、貧困層に属する住民の割合が高い地域は、豊かな地域に比べて学校予算が低い。また保護者の学校参加率も低い。その理由として、保護者が長時間の肉体労働を伴う仕事に就いていて時間的体力的に無理、教育を受けていなかったり英語が上手く話せないことを恥じている、学校について十分な情報を得ていなかったり言葉の壁で理解できない、学校の教職員から歓迎されていないように感じている、あるいは学校側が保護者を最初から教育に無関心だったり子供の勉強を見る能力がないと決め付けているといった点が挙げられる。行政の徹底した介入なしにはマグネット・スクールの運営は難しい環境にある。

### 学力格差

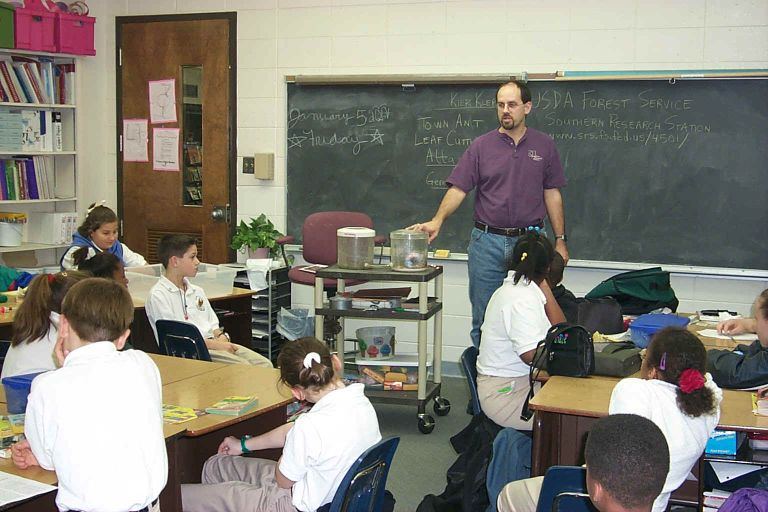
ルイジアナ州アレクサンドリアにある学術系（算数・理科・テクノロジー・美術・音楽・図書）のマグネット・スクール。入学試験があり、成績や素行が悪いと退学の可能性もある。

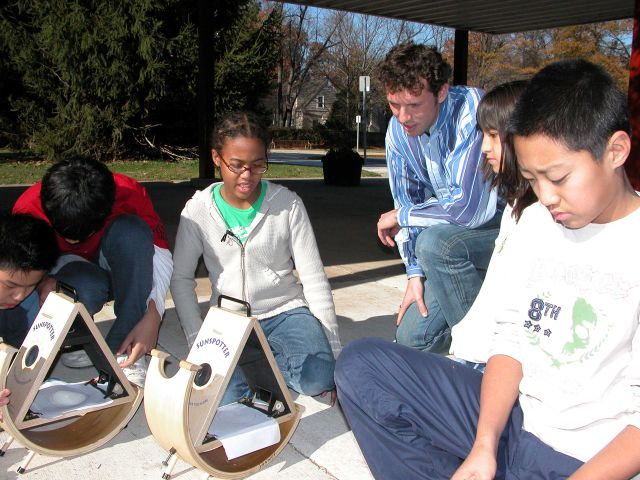
メリーランド州ロックビルにある理数系（航空宇宙・衛星・ロボット工学）のマグネットスクール。入学試験はなく、指定地区内に住む入学希望者の中から抽選で選ぶ。

マグネット・スクールは「頭の良い子が行く学校」ではなく、「校区に左右されず広い範囲から入学者を受け入れる学校」であったが、近年は日本のスーパーサイエンス・ハイスクールと同様、エリート養成校になっている、公教育の差別化につながっている、多額の予算を使いすぎる、といった批判を受ける学校も出てきている。
しかし現実問題として、広範囲に住む多種多様の人間を惹きつける実用的なマグネット・プログラムとなると、学力向上が上位に挙がるのは当然である。人種・宗教・所得にかかわらず多くの親が願うのは、子供が良い教育を受けて安定した職に就き、精神的にも物質的にも豊かな生活を送ることである。そのため学術とくに自然科学やテクノロジーなど理数系の特化教育を掲げる学校が多い。人文、芸術系やオルタナティブ教育に比べ、理数系は標準テストの点数で成果が量りやすいのも成果主義社会のアメリカに好まれる理由である。
マグネット・スクールには入学希望者の中から抽選で選ぶ学校もあるが、学力試験、知能検査、面接、実技、書類審査などに合格しないと通えない学校も数多くある。学力試験のみで合否判定すると人種の偏りが生まれる可能性があり、人種統合目的のマグネット・スクールを設立した意味がなくなってしまう。学力と人種の偏りの一例としてカリフォルニア州サンフランシスコにある全米でもトップクラスのローウェル高校が挙げられる。ローウェルの入学試験は難易度が高く、合格者の大多数が中国系アメリカ人であった。1985年度の入学審査で69点満点のうち中国系は65点、他のアジア系や白人は61点、アフリカ系やヒスパニック系はそれ以下の合格点を設置して、学内の人種バランスを保とうとした。中国系アメリカ人はこれをアファーマティブ・アクションに反するとして1994年には裁判にまで発展している。
多様性を高めるために、くじ引きで合否を決める学校もある。また入学者の半分を学力考査、残りの半分をくじ引きで選ぶ学校もある。学校全体がマグネットではなく、マグネット・プログラムを持つ一般校の場合は、ネイバーフッド・スクールとして通う地元の子供と、マグネット・プログラムに通う子供が混在する。抽選の場合は学力面での差別はないが、マグネット校の抽選を受けられる指定地域内は不動産が高騰し、結局は比較的裕福な家庭の子供が集まるという所得格差が存在する。

### 予算配分
児童・学生を惹きつけるような魅力的なカリキュラム、学習環境を提供しようとすれば、マグネット・スクールの予算、資源、人材は一般校より上回ることになる。そのため一般校の犠牲の上にマグネット・スクールが成り立っているのではないかと懸念する者も多い。特に学力審査などの選考基準を設けたり、抽選対象の地区を限定している場合は、学区全体の予算をマグネット・スクールに通う一部の恵まれた生徒につぎ込んでいるという批判が出るのも当然である。
アメリカ合衆国連邦政府のマグネット・スクール援助プログラム (MASP Magnet School Assistance program) は、1校あたり年間平均30万ドルもの補助金を交付している。補助金を受けるには、様々な人種、宗教、社会経済的背景を持つ子供がバランスよく在籍していることが条件であるため、マグネット・スクールは入学する生徒をどのような基準や手段で選ぶかという点について非常に神経を使う。またカリキュラムの内容も財政難で廃止や統合されることもある。

### 責任の所在
マグネット・スクールは設立、廃止、カリキュラムの内容などすべて学区主導であり、保護者は学区の決断に従うまでである。マグネット・スクールを目的に引っ越して来ても、プログラムが変更や廃止されることもある。バージニア州フェアファックスでは保護者の署名活動などにもかかわらず、日本語イマージョンが縮小され、代わりに中国語FLES（小学校外国語教育）が始まった。これは日本に変わって台頭してきた中国へ関心が移行しているためと、イマージョン方式は人件費も高く一部の児童だけが恩恵を受けているという批判に対処して、短時間であっても全校生徒がまんべんなく外国語に接することのできるFLES方式に切り替えたためである。このように保護者や生徒、また教師はマグネット・スクールの運営に関与することはできない。その一方で、公立校であるマグネット・スクールはお役所的で、他校より格段に大きい予算や国の援助を受けながらも、生徒の学力が向上しなかった場合、公約どおりの学校運営ができない場合など、失敗には何ら責任を取る必要はない。

## チャーター・スクール
上記のようなマグネット・スクールの問題を踏まえて発展させたものがチャーター・スクールである。チャーター・スクールは、学区まかせではなく、保護者や教員などが自分達自身で作り上げる新しい形の学校である。申請書類が審査に通って認可されれば資金が援助されるが、当初の目的に達成しない場合は閉校となる。